# Глоба Микола Васильович
Микола Васильович Гло́ба (нар. 6 грудня 1859, Очеретувате — пом. жовтень 1941, Париж) — український і російський живописець.

## Біографія
Народився 6 грудня 1859 року в селі Очеретуватому Новомосковського повіту Катеринославської губернії Російської імперії (тепер Новомосковський район Дніпропетровської області, Україна) у дворянській сім'ї. Навчався у реальному училищі, у 1870-х роках — у Київській рисувальній школі Миколи Мурашка та протягом 1878–1887 років в Імператорській Академії мистецтв у Санкт-Петербурзі. Під час навчання, у період своїх літніх канікул у травні–жовтні 1883 року, був головним розпорядником і майстром з виконання всіх живописних робіт у Кирилівській церкві у Києві, де виконав і власні композиції (за припущеннями російського мистецтвознавця Тетяни Астраханцевої пензлю художника належать постать святого Георгія на північному центральному стовпі та зображення архангелів Михаїла і Гавриїла обабіч центральної арки). За час навчання нагороджувався великими срібними (1884—1885) та малою золотою медалями.
З 1889 року викладав у Миколаївському інституту, з 1894 року завідував кустарною промисловістю у Департаменті торгівлі та мануфактур, з 1895 року — інспектор з художньо-промислової освіти. Відкрив художньо-промислову школу в Миргороді. Протягом 1895—1917 років був директором Строгановського художньо-промислового училища у Москві. З 1900 року завідував художньо-промисловим музеєм Олександра ІІ. З 1914 року — камергер.
З 1918 року працював у Києві у Комісії з охорони пам'яток мистецтва і старовини, брав участь у засіданнях секції мистецтва Українського наукового товариства, читав лекції у Київському археологічному інституті.
Протягом 1919—1921 років був директором Художньо-археологічного інституту у Владикавказі. У 1925 році був відряджений до Парижу на Міжнародну виставку промислового і декоративного мистецтва. Залишився у Парижі, де став засновником та протягом 1926—1930 років директором Російського художньо-промислового інституту. Помер в Парижі у жовтні 1941 року.

## Творчість
Писав пейзажі, портрети і натюрморти. Автор релігійних, історичних і жанрових композицій, зокрема:
- «Свята Ірина зцілює святого Себастьяна» (1887);
- «Біля криниці» (1895, акварель).

Автор проєктів іконостасів, ескізів начиння для православних церков у Франції, розписів храму Преподобного Серафима Саровського в Парижі (1933).